# Pseudolithophyllum
Pseudolithophyllum Lemoine, 1913  é o nome botânico  de um gênero de algas vermelhas pluricelulares da família Corallinaceae, subfamília Corallinaceae.

## Espécies
Apresenta 16 espécies taxonomicamente válidas, entre elas:
- Pseudolithophyllum hyperellum (Foslie) Adey, 1970
- Lista completa